# Money, Cash, Hoes
"Money, Cash, Hoes" é uma canção apresentada no terceiro álbum de Jay-Z, Vol. 2... Hard Knock Life. Apresenta o rapper DMX e produção de Swizz Beatz. Sua base apresenta um uso pesado de sintetizadores em decadência. No final da canção, o rapper Pain in Da Ass está falando, dizendo coisas parecidas com o diálogo no filme Goodfellas.

## Single remix
O remix de "Money, Cash, Hoes" foi lançado como um single. Intitulado "More Money, More Cash, More Hoes", o remix apresenta a mesma base que a versão original assim como duas estrofes de Beanie Sigel e Memphis Bleek. O remix foi lançado como um single para a trilha sonora do filme de 1999 The Corruptor.

## Recepção crítica
Dave Connolly do Allmusic descreve o remix como "menos que estelar".

## Lista de faixas do single

### Lado-A
1. "Money, Cash, Hoes (Remix) (Radio Edit)"
2. "Money, Cash, Hoes (Remix) (Dirty Version)"
3. "Money, Cash, Hoes (Remix) (Instrumental)"

### Lado-B
1. "Jigga What? (Radio Edit)"
2. "Nigga What, Nigga Who (Originator 99)"
3. "Jigga What? (Instrumental)"